# Detroit People Mover
O Detroit People Mover é um sistema de transporte hectométrico que serve a cidade estadunidense de Detroit.